# 大塚茂夫
大塚 茂夫（おおつか しげお、1948年（昭和23年）10月19日 - 2020年（令和2年））とは、栃木県芳賀郡益子町の益子焼の陶芸家である。
窯元の名称は「道祖土大塚窯」。
「塚本製陶所」や「合田陶器研究所」に勤務し、「伝統的な益子焼」の作陶を続ける一方で
、「I.E」と名付けた、陶器製の「土の家」オブジェの作品群の作陶をライフワークとしていた。

## 生涯
1948年（昭和23年）10月19日、益子町に生まれる。
1971年（昭和46年）12月、塚本製陶所に入所する。
1977年（昭和52年）、益子町道祖土に築窯し独立する。
1981年（昭和56年）に設立された「合田陶器研究所」に勤務し、同じく益子焼の陶芸家であった島岡龍太や石川雅一、そして和田安雄たちと共に合田好道から薫陶を受けた。そして糠釉や黒釉など、そして時には白磁を用いた「伝統的な益子焼」の作陶を行っていた。
ところがその一方で、作陶活動の合間に豆腐やダンボールを使って「中世ロマネスク」風の建物を遊びでずっと作り続けていたところ、その様子を気に留めた人から、そんなにそういう風な建物が好きなら焼き物でやればどうだ？とアドバイスされた。
こうして陶製の「土の家」オブジェの作陶を始めた。そしてこの「I.E」と名付けた「土の家」が大塚茂夫のライフワークとなり、代名詞的作品となった
。
そして「土の家」オブジェが縁となり、2018年（平成30年）に開催された栃木県益子町の町おこしアートイベント「土祭2018」の企画に参加したり、「土の家」から発展させた「新しい形の陶製日用品」を作陶していた。
2020年
（令和2年）に逝去した
。

## 参考資料
- 室伏哲郎『陶芸事典 Encyclopedia of ceramics』日本美術出版、1991年12月1日、405頁。 NCID BN07022313。国立国会図書館サーチ：R100000001-I01111009610068503, R100000001-I07111100593600。
- 下野新聞社 編『とちぎの陶芸・益子』下野新聞社、1999年10月10日、216頁。ISBN 9784882861096。 NCID BA44906698。国立国会図書館サーチ：R100000002-I000002841202。
- 近藤京嗣 著、近藤京嗣 編『益子の陶芸家 平成１２年』近藤京嗣（自家出版）、2000年11月、32頁。真岡市立図書館 検索結果、矢板市立図書館 検索結果、大田原市立図書館 検索結果。
- 尾久彰三『民芸とMingei』株式会社晶文社、2014年11月30日、130-133頁。ISBN 9784794968616。

：外部リンクである石川さんと大塚さんと、尾久さん｜べにやニュースにて、2015年（平成27年）3月28日に「べにや民芸店」で行われた著者：尾久彰三と石川雅一、そして大塚茂夫によるギャラリートークの様子が記載されている。